# 石抹海住
石抹海住，漢名德亨，字仲通，小字海住，蒙古帝国将领，契丹族。
石抹海住出于石抹氏，本辽朝时契丹萧姓。金朝正隆年間他的高祖父石抹阿梭儿带领家族迁居清平，為郡牧使。曾祖父石抹致脑儿，追贈鎮国上将軍、正騎都尉、河南县开国子，祖父贈輔国上将軍、轻車都尉、河南县開国伯。其父石抹套撒儿，官至奉国上将軍、護軍河南郡開国侯。
蒙古帝国开始攻打金朝，石抹海住归降左翼万户木华黎，被任命为館陶招撫使。攻打磁州，未嘗杀戮一人。在河南俘获鹿邑县、太康县五千餘人，全部释放。以收复彰德府有功，升任为奉国上将軍、彰德路总管兼行軍总帥府事。後石抹海住一族迁居彰德。死後其子石抹珪佩金符，袭任征南千户，石抹珪之妻耶律氏。石抹珪生子石抹世昌。